# Большая Хета
Большая Хета́ (Ело́вая) — река в Красноярском крае России, левый приток Енисея, протекает по Западно-Сибирской равнине.
Название, по одной из гипотез, происходит от этнонима кеты (люди) — самоназвания енисейских кетов.
Исток реки — в озере Еловом (Ческанама). Длина 646 км, площадь водосборного бассейна — 20 700 км². Расход воды — 211 м³/с. Впадает в Енисей севернее Дудинки, примерно в 190 км от устья. Берега реки большей частью крутые, течение довольно быстрое. В бассейне реки около 6 тысяч озёр. Питание преимущественно снеговое.
На мысу правого берега располагался острог времён освоения Сибири русскими землепроходцами. Время существования поселения охватывает XVII — начало XIX в. В настоящее время на территории бывшего поселения располагается ненецкое стойбище.

## Навигация
Река замерзает в середине сентября, вскрывается в конце мая — начале июня.

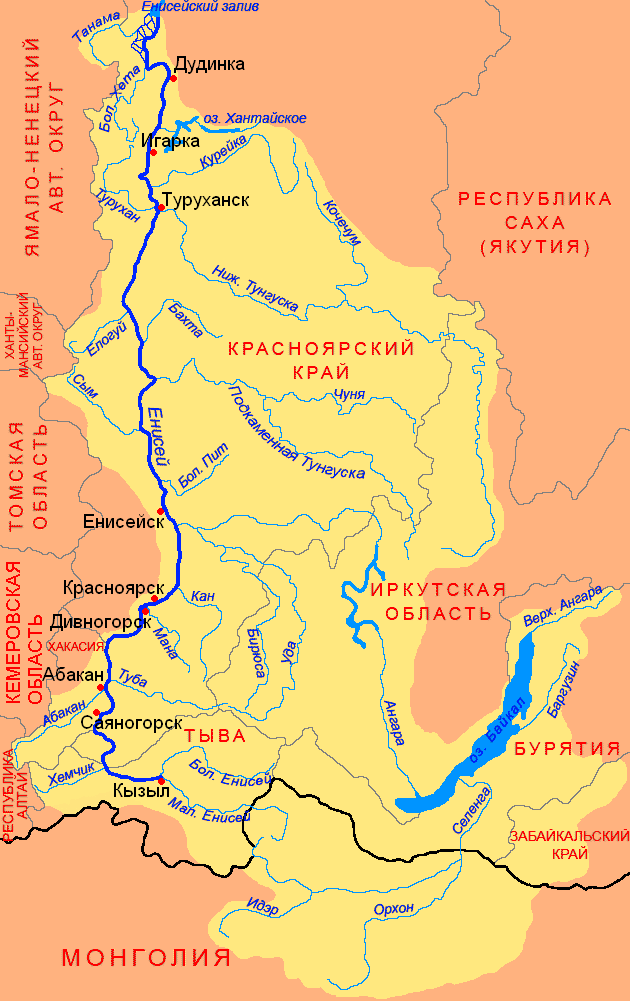
Бассейн Енисея

Река судоходна до поселка Тухарт (41 км от устья), а до Сузунского и Ванкорского нефтегазовых месторождений (437 км), расположенных в левобережье Большой Хеты, только с середины июня по начало июля в виде экспедиционного завоза караванами судов. Например, в навигацию 2008 года в порт Ванкорнефти только Енисейским пароходством было завезено около 120 тысяч тонн грузов. Летом вверх по течению от поселка Тухарт глубины на перекатах могут составлять 60-80 см, но песчаное дно позволяет винтами промывать проходы. Также летней навигации значительно способствуют дожди.
Основной объём перевозок выполняется караванами во время весеннего паводка. Так в 2011 году был составлен караван из 200 судов ЕРП, в том числе 130 барж, 10 сухогрузных судов, 51 буксира-толкача (ОТ-2000 — 12 единиц, ОТА-800 — 7 единиц, РТ-600 — 12 единиц, типа Ангара — 20 единиц), а также 20 плавкранов. Объём груза в навигацию 210—400 тысяч тонн.

## Притоки
Указаны притоки длиной свыше 30 км и расстояние от устья. Жирным шрифтом выделены притоки длиннее 100 км.
- 122 км: Лысуко-Яха (пр)
- 130 км: Нюнгнягды (лв)
- 171 км: Большая Хадыто (пр)
- 194 км: Хоптокон (лв)
- 200 км: Юракбуни (пр)
- 218 км: Ахиктакаги (лв)
- 252 км: Ихэлэнгдэ (лв)
- 256 км: Варомы-Яха (пр)
- 267 км: Нюнгнягда (лв)
- 273 км: Солёная (Хакдыбира, Делингдэ) (пр)
- 278 км: Ячинда (пр)
- 301 км: Хитыкан (лв)
- 308 км: Хикигли (лв)
- 357 км: Лодочная (лв)
- 380 км: Покойницкая (Бунилбиратын) (лв)
- 429 км: Ямная (пр)
- 533 км: Онемакли (лв)